# Mistr IW
Mistr IW, též Monogramista I.W., byl český nebo saský renesanční malíř, vyškolený v dílně Lucase Cranacha staršího, činný v letech 1520-1550 převážně v severozápadních Čechách.

## Život
Podle německých historiků umění není pochyb, že Mistr IW byl Cranachovým žákem a působil v jeho dílně ve Wittenbergu předtím než se přestěhoval do Čech. Přestože zde měl významnou klientelu, nezachovaly se žádné písemné dokumenty, které by umožnily ztotožnit signaturu IW s konkrétním jménem. Registry pražského malířského bratrstva z let 1521-1531 opakovaně uvádějí, že malíř jménem Jan Wrtilka, který bydlel a měl vlastní dílnu v Lounech, byl "hostinským mistrem" pražského cechu. Dochovaly se však pouze záznamy o Wrtilkových řemeslných malířských zakázkách z let 1518-1519 a v literatuře přetrvalo neutrální označení Mistr IW. Podrobně se dílem Mistra IW zabývala M. Hamsíková.
Mistr IW pracoval převážně pro katolické objednavatele (klášter v Oseku, děkanský kostel v Mostě, Chrám sv. Víta) a šlechtické rody - např. v Čechách zdomácnělý saský rod Fictumů, s majetky v okolí Vintířova. Opl z Fictumu (Appel von Vitzthum) byl královským podkomořím a diplomatem Ludvíka Jagellonského. Po roce 1538 měl Mistr IW patrně vlastní dílnu s pomocníkem a dodával mariánské devoční obrazy i pro měšťanské rodiny. Za dílenské práce jsou považovány obrazy Zavraždění sv. Václava (1543) nebo Měděný had.

## Dílo

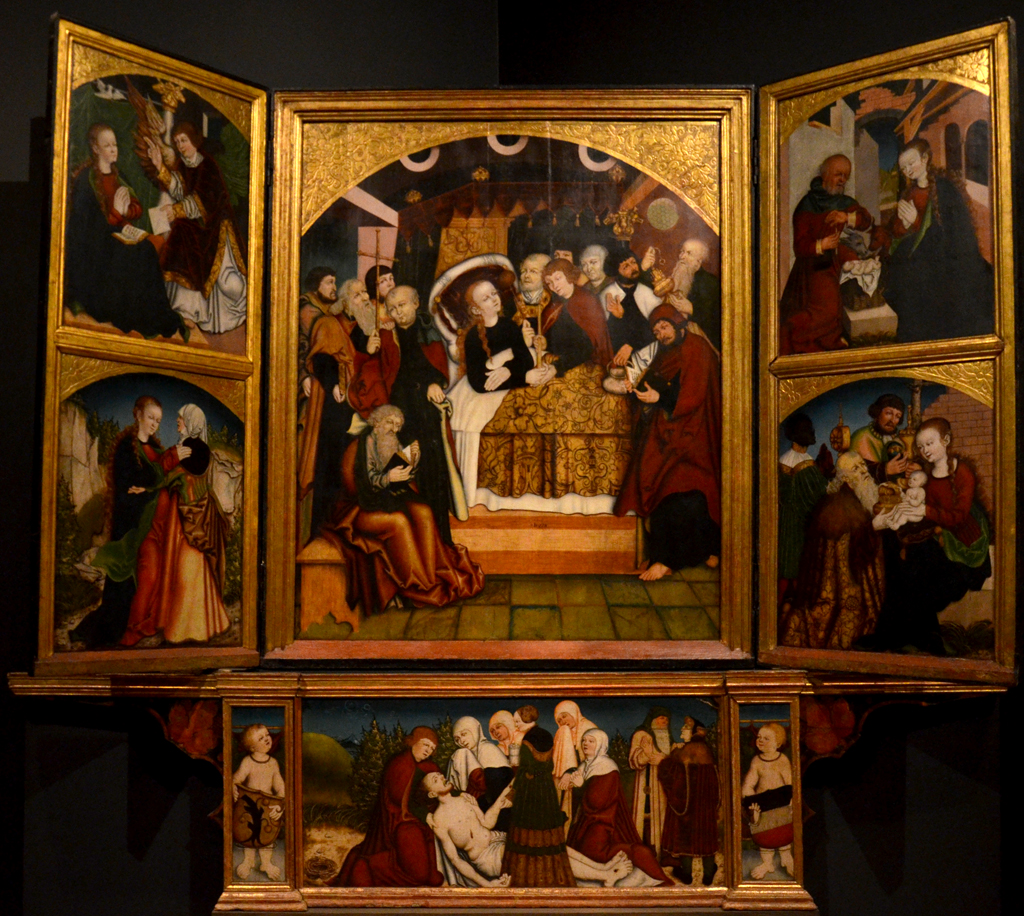
Mistr IW, Oltář ze Želiny

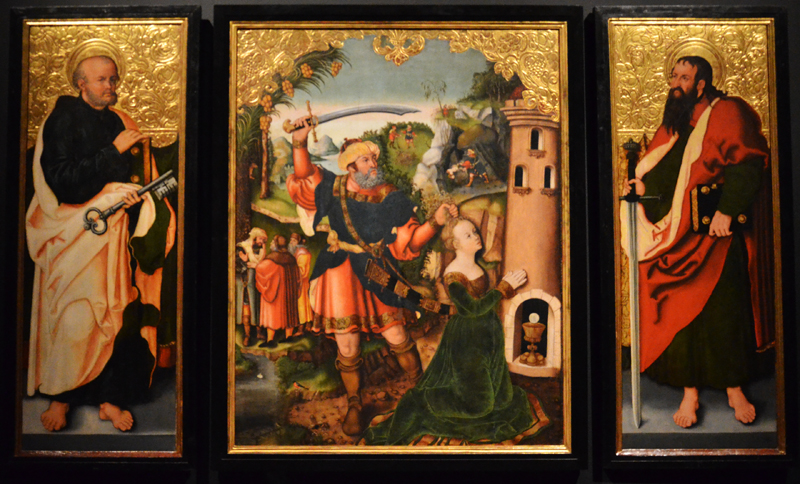
Mistr IW, Oltář se stětím sv. Barbory (1545)

Mistr IW vycházel z Cranachových grafických předloh a některé tváře jeho světců mají podobné rysy jako Cranachovy portréty. Jeho raná díla se vyznačovala určitou křehkostí postav a ostřejšími záhyby drapérií. Zlacené pozadí na deskách Litoměřického oltáře svědčí o nejistotě v zacházení s prostorem. Pozdější styl malby Mistra IW se vyznačuje dekorativně pojatými detaily (vlysy, hlavice sloupů, výrazné zlacené okraje ornátů atd.) a dokonalostí malířského provedení, splývavostí malířského rukopisu a jemností přechodů světel a stínů.
Prvním signovaným a datovaným dílem je Sebevražda Lukrécie (1525). Tomu jsou provedením velmi podobné obrazy Salomé s hlavou Jana Křtitele a Judita s hlavou Holofernovou (identifikovaný jako dílo Mistra IW teprve roku 1996.) Oba náměty byly opakovaně zpracovány Lucasem Cranachem starším a jeho dílnou. V Cranachově digitálním archivu je doloženo 46 verzí Lukrécie, 8 x Salomé, 21 verzí Judity
Největším kompletním, signovaným a datovaným dílem Mistra IW je Želinský oltář (1526). Kompozičně se velmi blíží dochovaným návrhovým kresbám Lucase Cranacha staršího na retábly k výzdobě kostela sv. Máří Magdaleny a sv. Vavřince v Halle (na kterých se mohl IW sám podílet ještě v době, kdy pracoval v Cranachově dílně) a také retáblu se Smrtí Panny Marie od jiného Cranachova žáka - tzv. Mistra Pflockova oltáře (1522). Ten byl zhotoven pro pohřební kapli rodiny Pflocků v kostele sv. Anny v saském Annabergu. Želinský oltář, objednaný Oplem z Fictumu, byl nejspíše původně určen pro františkánský kostel Čtrnácti svatých pomocníků v Kadani, který rod Fictumů podporoval v těžkých časech a kde se nacházejí jejich náhrobky. Datace oltáře může souviset s připravovaným tažením proti Turkům v roce 1526, kdy se možnost náhlé smrti bez zaopatření stala reálnou. Tomu odpovídá i centrální výjev se Smrtí Panny Marie, který se v souvislosti s tzv. "dobrou smrtí" často objevoval na epitafech v pohřebních kaplích (viz Svatojiřský oltář). Panna Maria tak ztělesňuje duši spravedlivého, spaseného člověka, ležícího na lůžku a přijímajícího poslední pomazání a zároveň přímluvkyni při posledním soudu. Mariánské výjevy na křídlech oltáře vycházejí z grafických listů A. Dürera a L. Cranacha a zobrazují scény: Zvěstování Panně Marii, Navštívení P. Marie, Narození Krista, Klanění tří králů. Na predelle je výjev Oplakávání Krista a putti s erby Opla z Victumu a jeho manželky Doroty, rozené Trčkové z Lípy. Na pevných křídlech oltáře a zadní straně pohyblivých křídel jsou vyobrazeni zemští patroni (zleva) sv. Vojtěch, Václav, Zikmund a Vít.
Vrcholným dílem Mistra IW je oboustranně malovaný Votivní obraz ze Šopky (Pšovky) s Bolestným Kristem, smrtí a donátorem na jedné straně a Nejsvětější Trojicí (Trůnem milosti) na straně druhé. Kristus je představen jako ten, kdo podstoupil oběť pro očištění lidstva od hříchů a ukazuje rány aby vybídl k potrestání hříšníků, pro něž byla nadarmo podstoupena. Trůn milosti zobrazuje Boha, který pro spásu lidstva obětoval svého syna (adorace Nejsvětější Trojice je též námětem o něco starší malby Mistra Litoměřického oltáře). Postava Krista vychází z předlohy Albrechta Dürera (1500), ale vyznačuje se mimořádnou invencí v kompozici, jemností provedení, měkkými lazurami a pečlivým provedením detailů. Malířskou kvalitou je obraz srovnatelný např. s Cranachovým Pražským oltářem. Identita donátora obrazu je nejistá. V roce 1502 udělil Vladislav Jagellonský podací právo ke kostelu sv. Vavřince v Pšovce a právo zvolit klášter za rodové pohřebiště Albrechtu z Kolovrat a na Libštejně. V době vzniku obrazu již ale držel patronátní právo rytíř a v letech 1512–1523 a 1525–1537 nejvyšší písař a královský sekretář Radslav Beřkovský ze Šebířova a na Liběchově (†1537). Donátorem by mohl být i Jaroslav Hasištejnský z Lobkovic, který sídlil v nedalekém Obříství a zemřel roku 1529.
Dva votivní obrazy s Madonami, datované letopočtem 1538, byly objednány bohatými měšťany. Oba se vyznačují pečlivým provedením detailů, jemnou modelací a sytou barevností. Epitaf plzeňského měšťana Kašpara Kašpárka s malým Ježíšem, držícím levou rukou hrozen a v pravé ruce kuličku vína nad hlavou donátora, odkazuje k eucharistii. Mostecká deska s postavou Assumpty na půlměsíci a klečícími donátory v medailonech většinou opakuje scény z Želinského oltáře (Zvěstování, Navštívení P. Marie, Narození Ježíše a Smrt Panny Marie). Medailon vpravo nahoře (Kristus zjevující se Panně Marii) vychází z dřevořezu A. Dürera. Uspořádání výjevů do medailonů bylo oblíbené v Německu a souviselo se zakládáním růžencových bratrstev.
Posledním signovaným dílem Mistra IW , známým též ze dvou pozdějších kopií v Duchcově a Chomutově, je Odpočívající Kristus (1541, nyní Drážďany). U oltářů z pozdější doby mohla být signatura na některé části, která se nezachovala, např. na predelle. Připsání dalších děl Mistru IW je podloženo srovnávací analýzou slohu, malířské techniky a restaurátorskými zprávami.
Zavraždění sv. Václava z roku 1543 vychází z kompozice nástěnné malby Mistra litoměřického oltáře ve Svatováclavské kapli a dřevořezu Lucase Cranacha. Obraz mohl být objednán v době, kdy se katedrála opravovala po velkém požáru roku 1541, v souvislosti s očekávanou návštěvou Ferdinanda I. v Praze (1543). O tom svědčí i dva erby s českým lvem a říšskou orlicí nad portálem.
Stětí sv. Kateřiny je patrně střední částí rozebraného a ztraceného oltáře. Vyznačuje se novým pojetím prostoru s příkrým kopcem v pozadí, živými gesty postav a kompozicí, která umocňuje rozmáchlé gesto kata. Obraz je považován za jedno z nejkvalitnějších děl Mistra I.W.
Osecký oltář se stětím sv. Barbory vychází ze stejné kompozice ústředních postav jako předchozí Stětí sv. Kateřiny a na pozadí zobrazuje ve čtyřech prostorových plánech další scény z legendy sv. Barbory. V levém dolním rohu je několik drobných vyobrazení se skrytým významem, která odkazují k teologickým textům. Na pohyblivých křídlech jsou vlevo sv. Petr, vpravo sv. Pavel. Zavřená křídla s ochránci před morem a epidemiemi - sv. Rochem s sv. Šebestiánem byla ve své době častým námětem. Objednavatelem byl (podle erbu na křídle se sv. Šebestiánem) osecký hejtman Richard Kozelka ze Hřivic, povýšený roku 1546 do šlechtického stavu. Z oseckého kláštera pochází také obraz přisuzovaný dílně Mistra I.W. kolem roku 1550 - Povýšení měděného hada. Neobvyklý námět je převzat z Cranachova alegorického obrazu Zákon a milost (1529), kde je součástí výjevu v pozadí.

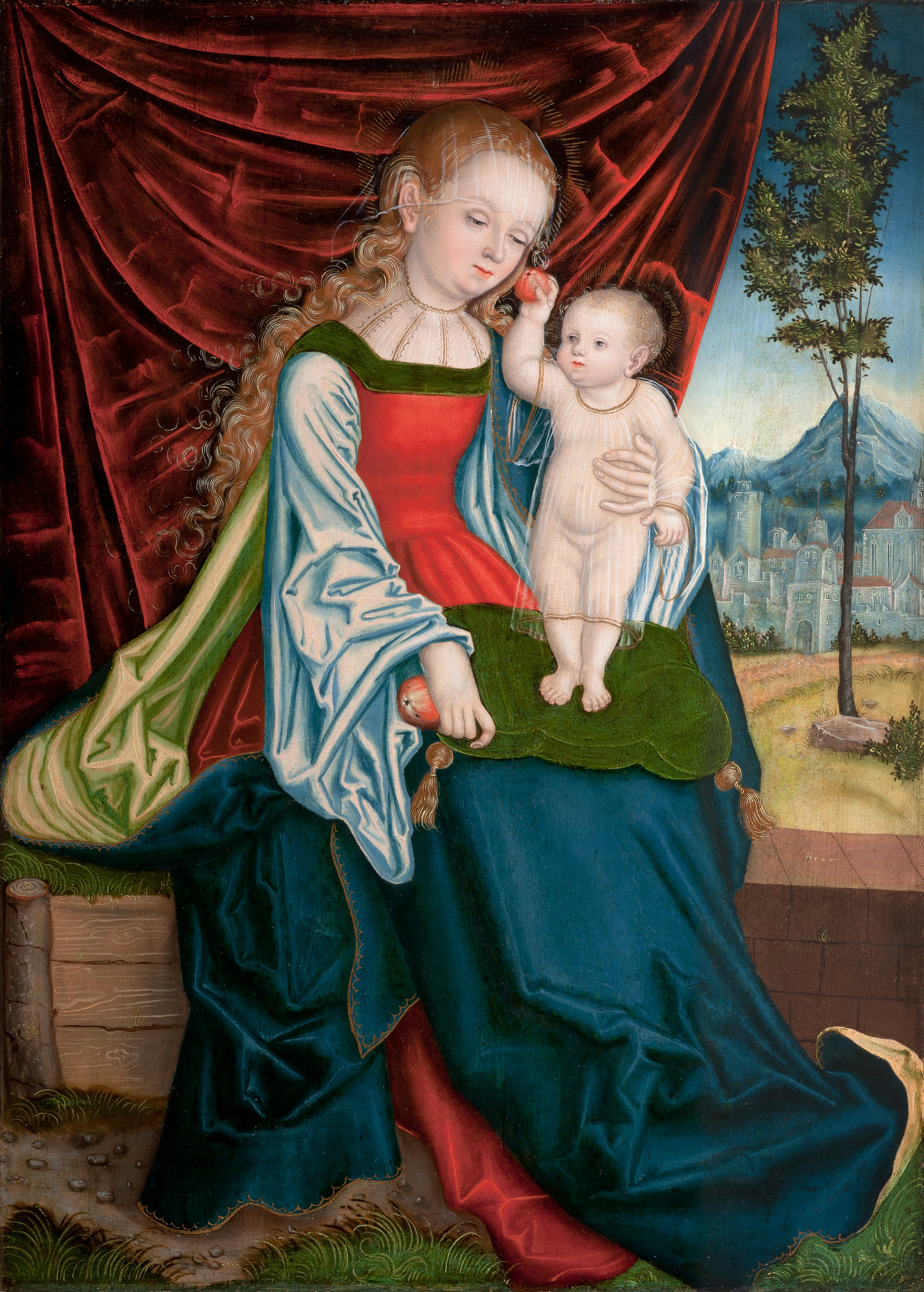
Mistr IW, Madona s dítětem (1525)
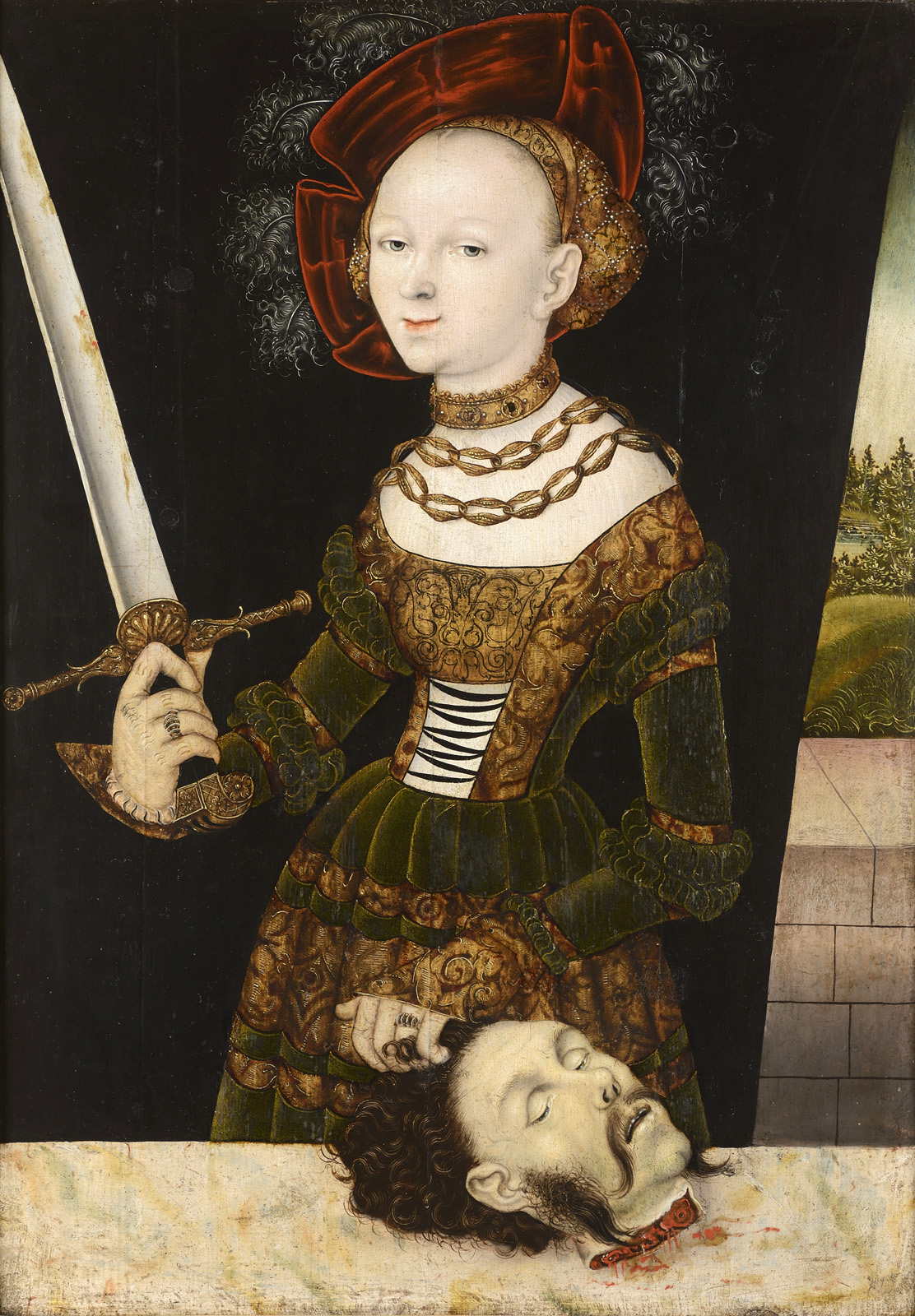
Mistr IW, Judita s hlavou Holofernovou (1525), Královská kanonie premonstrátů na Strahově
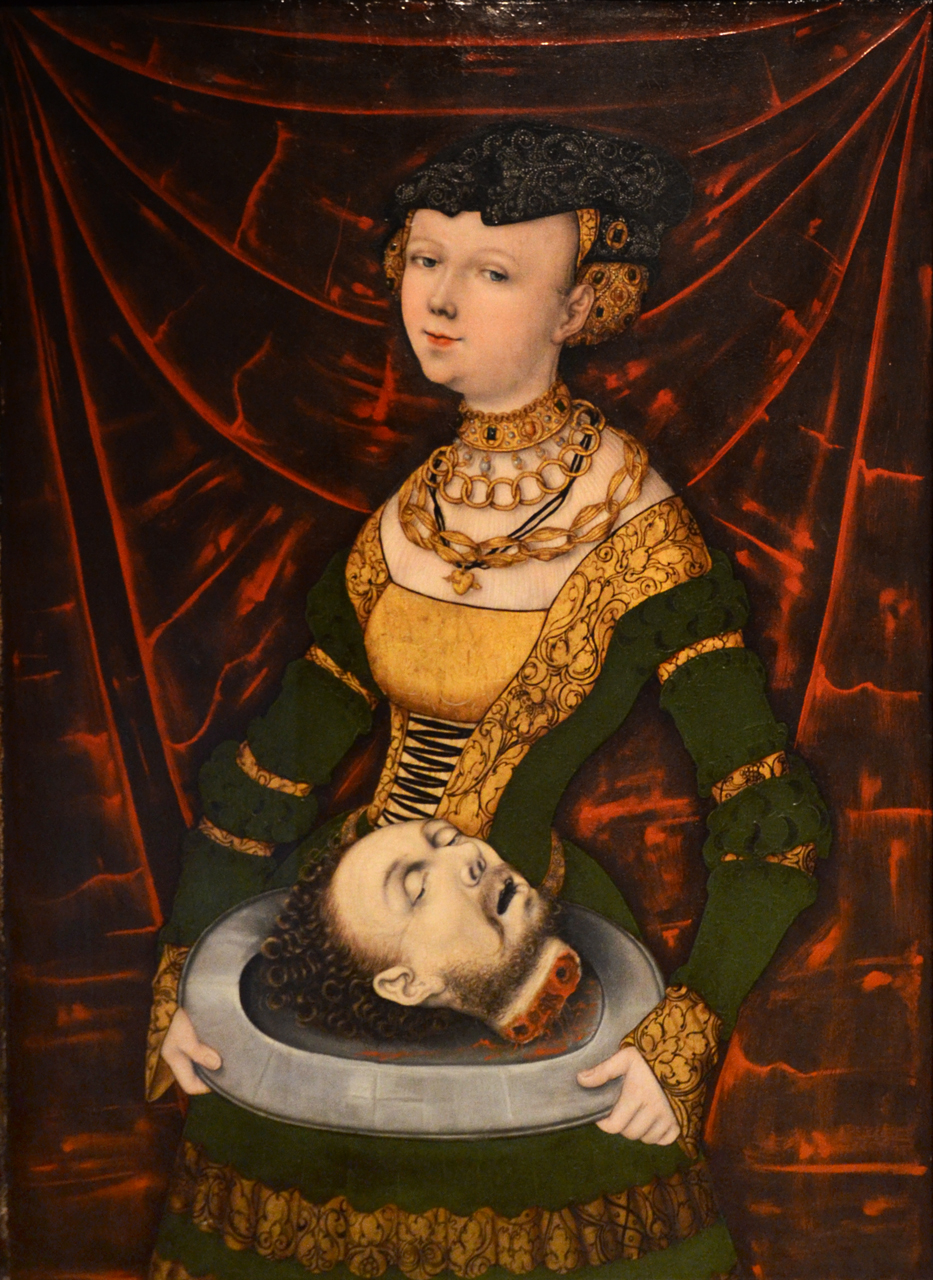
Mistr IW, Salomé s hlavou sv. Jana Křtitele (1525)
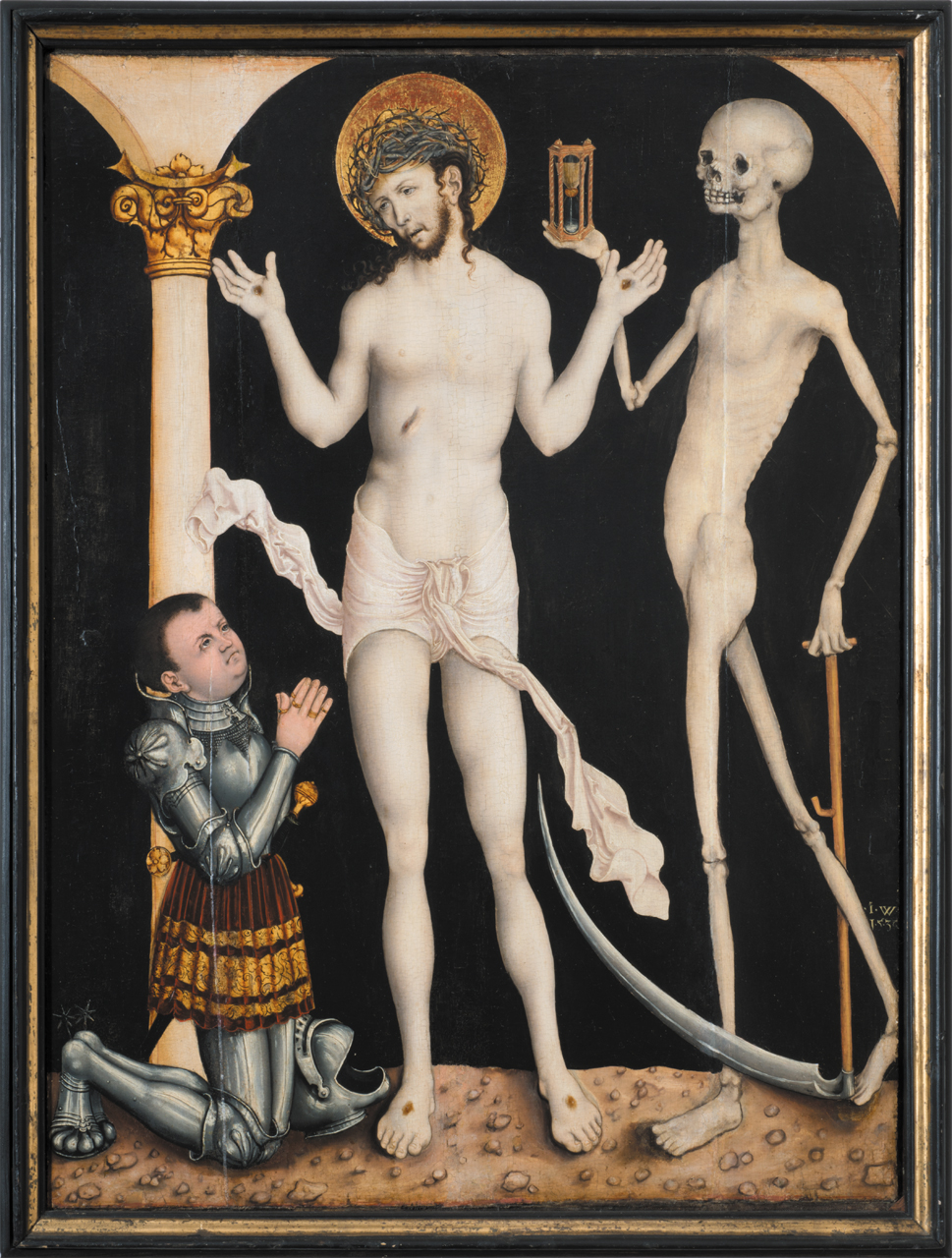
Mistr IW, Votivní obraz ze Šopky (1530), avers
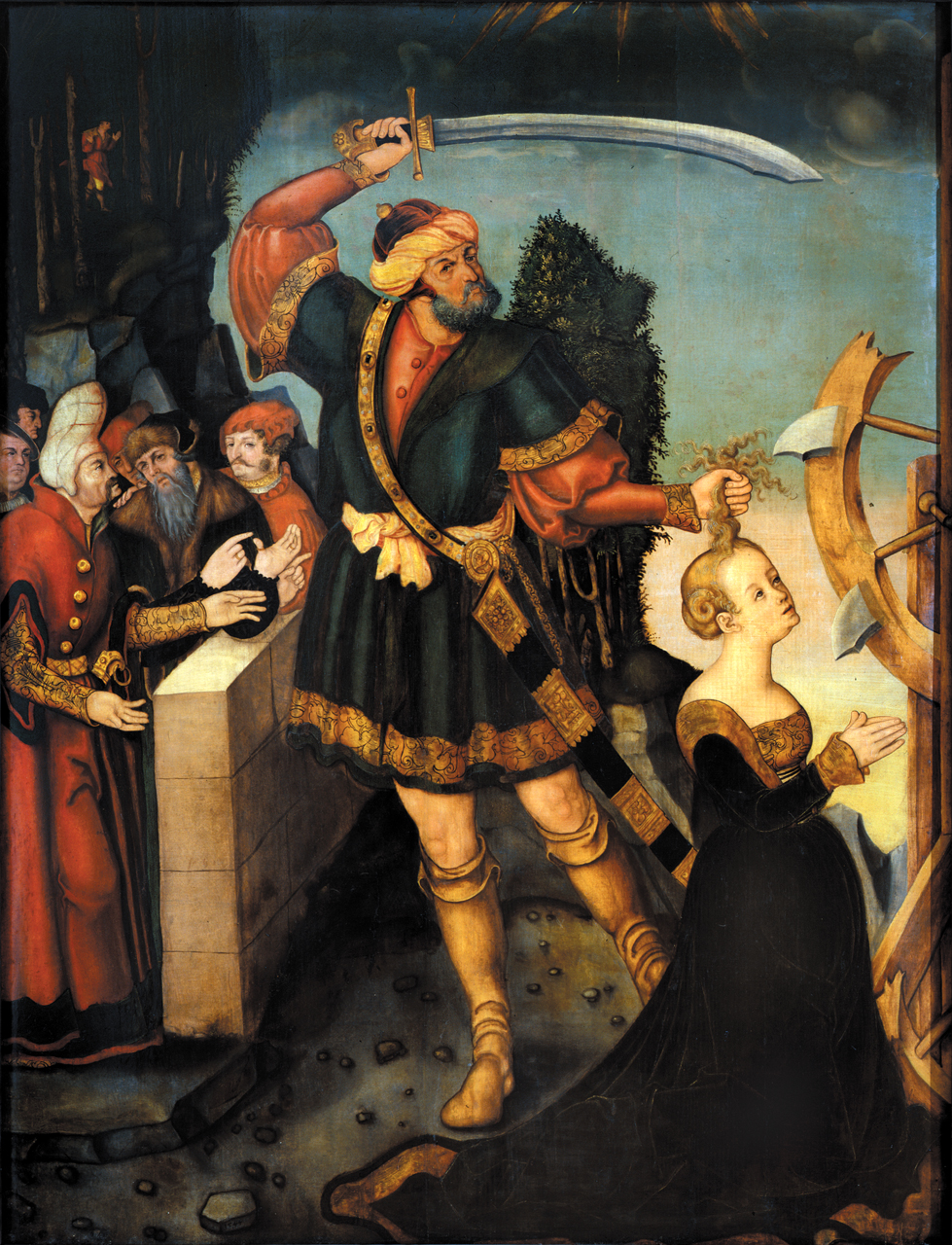
Mistr IW, Stětí svaté Kateřiny (1520-1540)
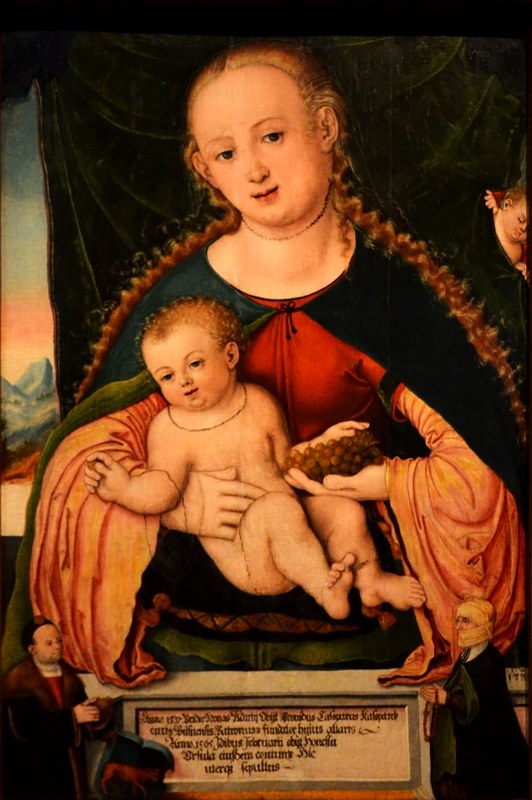
Mistr IW, Epitaf Kašpara Kašpárka s chotí (1538)
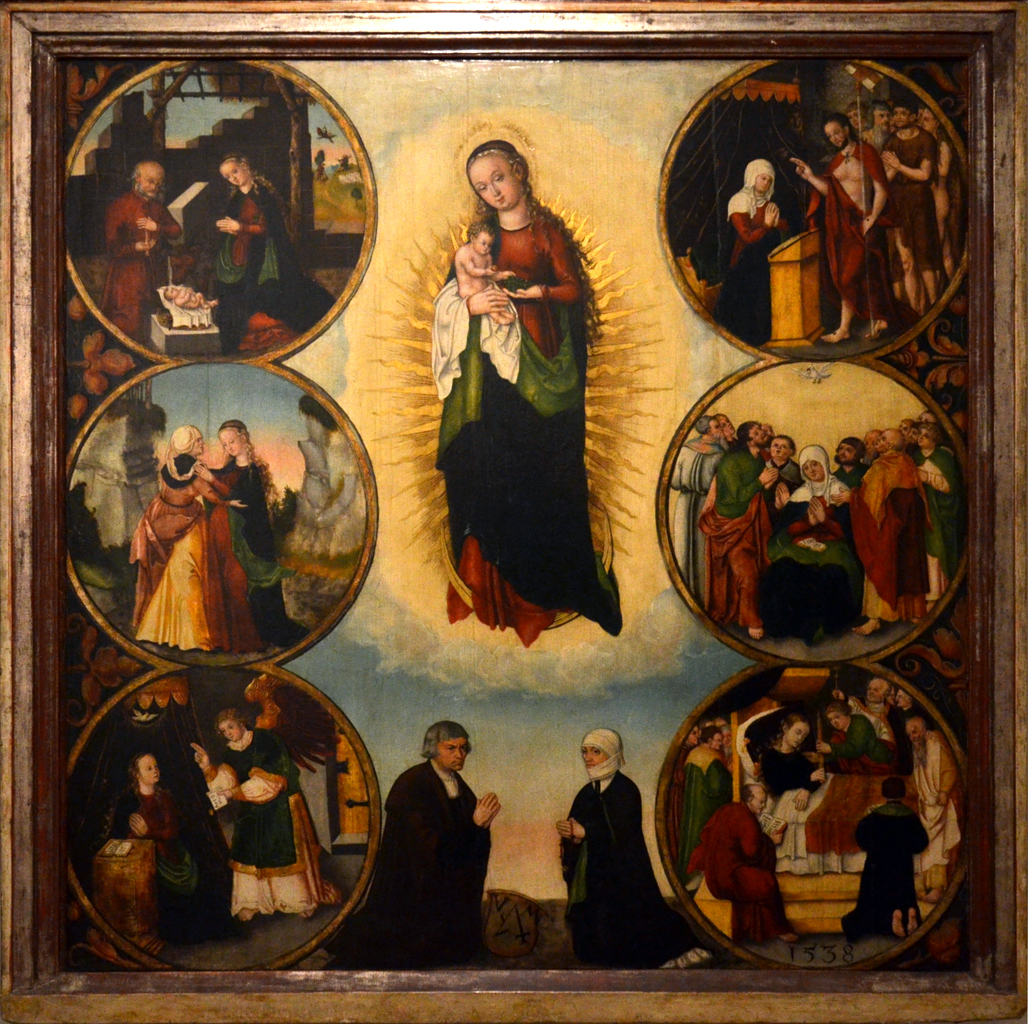
Mistr IW, Votivní deska s Assumptou, tzv. Mostecká (1538)
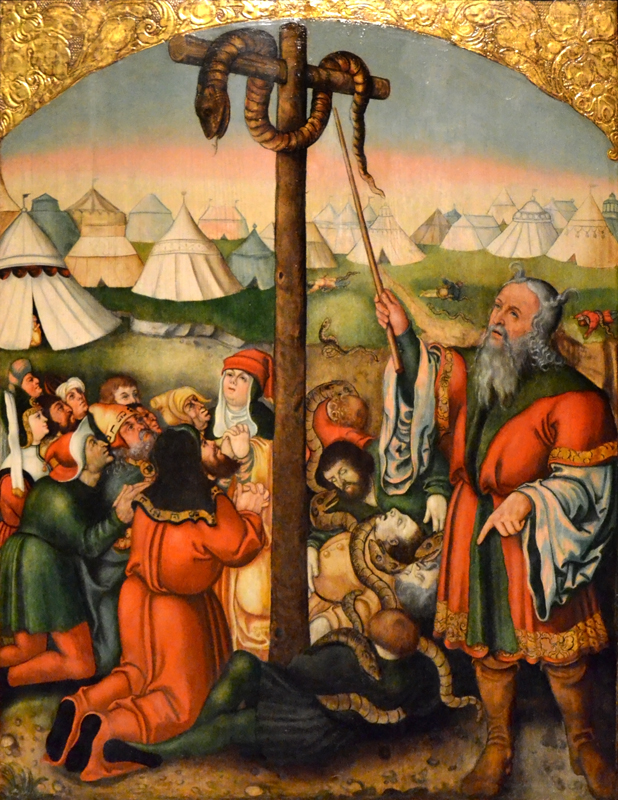
Mistr IW (dílna), Povýšení bronzového hada (1550)

## Seznam děl
- po 1520 Oltář litoměřický: sv. Václav (horní část levého křídla), na zadní straně sv. Kateřina a sv. Barbora, sv. Zikmund (pravé křídlo), na zadní straně nahoře sv. Voršila a sv. Anežka, dole sv. Apolena a sv. Kristina. Střední část oltáře je nezvěstná.[15] Severočeská galerie výtvarného umění v Litoměřicích
- 1525 Sebevražda Lukrécie, sbírka Heinze Kisterse, Kreuzlingen, Švýcarsko[16]
- 1525 Judita s hlavou Holofernovou, Strahovská obrazárna
- 1525 Salomé s hlavou Jana Křtitele, soukromá sbírka
- 1525 Madona s dítětem, Národní galerie v Praze
- 1526 Mariánský oltář ze Želiny, Oblastní muzeum Chomutov
- 1530 Votivní obraz ze Šopky, Severočeská galerie výtvarného umění v Litoměřicích, původně kostel sv.Vavřince v Mělníce, městské části Pšovka
- 1530 Madona mezi světicemi, obrazárna Strahovského kláštera
- 1537 Predela s Veraikonem, naposled r. 1917 v uměleckém obchodě, od té doby nezvěstná, doložena pouze černobílou fotografií[17]
- 1538 Votivní deska mostecká, Kostel Nanebevzetí Panny Marie v Mostě[18]
- 1538 Votivní deska Kašpara Kašpárka, původně pro klášterní kostel františkánů v Plzni, nyní Národní galerie v Praze
- 1541 Odpočívající Kristus, původně klášter Osek, nyní Gemäldegalerie Alte Meister, Drážďany, kopie z roku 1585 v Okresním muzeu v Chomutově, jiná kopie z Duchcova byla zničena koncem války.
- 1543 Zavraždění sv. Václava, Kaple svatého Václava v katedrále svatého Víta, Metropolitní kapitula sv. Víta v Praze
- 1544 Stětí sv. Kateřiny, původně kostel Všech svatých v Litoměřicích, nyní Severočeská galerie výtvarného umění v Litoměřicích
- po 1546: Osecký oltář sv. Barbory, Národní galerie v Praze
- před 1550, dílna: Uctívání měděného hada, Kostel Nanebevzetí Panny Marie v Mostě